# Серпоклювые удоды
Серпоклювые удоды (лат. Rhinopomastus) — род птиц из семейства древесных удодов (Phoeniculidae).

## Описание
Три очень схожих между собой вида. Оперение чёрное, блестящее с металлическим отливом. Крылья чёрные с белыми пятнами на маховых перьях. Хвост длинный, ступенчатый с белыми предвершинными пятнами на рулевых перьях. Клюв — длинный, загнутый, чёрного или красного цвета. У златоклювого лесного удода оперение полностью чёрное без белых отметин.
Половой диморфизм в окраске почти не выражен, самки отличаются от самцов каштановым низом тела.

## Биология
Все три вида в основном насекомоядные, кормятся также фруктами, почками, нектаром. В отличие от лесных удодов — другого рода семейства, держатся одиночно и парами.
Оседлы. Все виды — дуплогнёздники.

## Распространение
Африка южнее Сахары. Населяют саванны и сухие леса и редколесья.

## Классификация
Международный союз орнитологов относит к роду 3 вида:
- Rhinopomastus aterrimus (Stephens, 1826) — Чёрный лесной удод
- Rhinopomastus cyanomelas (Vieillot, 1819) — Саблеклювый лесной удод
- Rhinopomastus minor (Rüppell, 1845) — Златоклювый лесной удод

Иногда чёрного удода Rhinopomastus aterrimus выделяют в отдельный род Scoptelus.